# Me (canción de Kelly Clarkson)
"Me" - en español "Yo"- es una canción de la artista estadounidense Kelly Clarkson, desprendido de su décimo álbum de estudio, Chemistry (2023). Acompañado de "Mine", fue lanzado el 14 de abril de 2023 por Atlantic Records como el sencillo principal de doble cara A. Fue escrita por Clarkson, Gayle, y Josh Ronen con la producción de Jason Halbert y Jesse Shatkin.

## Composición
"Me" fue escrito por primera vez por Gayle y Josh Ronen, quienes escribieron el primer verso y el coro. Cuando Clarkson le dijo a Atlantic que era fan de Gayle, le dijeron que ella era su artista. Atlantic luego envió a Clarkson la canción. En una noche, Clarkson terminó el resto de la canción. Fue producido por Jason Halbert and Jesse Shatkin.